# Музыка в компьютерных играх
Музыка в компьютерных и/или видеоиграх — любые мелодии, композиции или саундтреки видеоигр. Помимо вспомогательной роли мелодий в обычных компьютерных играх существует отдельная категория так называемых музыкальных видеоигр, где ключевую роль в развитии игрового действия выполняет музыка.

## История

### Ранние технологии: музыка на интегральных схемах
В 1970-х, когда видеоигры как одна из форм развлечения только начали появляться (первое поколение игр), музыка в аналоговой форме записывалась на физический носитель, например, кассеты и грампластинки. Такие носители были дорогими, хрупкими и быстро ломались от частого использования, что делало их малопригодными для использования в аркадных автоматах (хотя в редких случаях они всё же присутствовали, например, в игре Journey). Более простым и дешёвым способом включения музыки в видеоигру было использование цифрового сигнала: когда требовалось проиграть музыку, специальная плата преобразовывала электрические импульсы из программного кода в аналоговые звуковые волны. Такой же способ применяли и для генерации звуковых эффектов в играх.
Преобразование программного кода в звук в 1970-х позволяло включать музыку в аркадные игры, но она была монофонической, повторяющейся, или использовалась лишь изредка, например, в виде коротких мелодий при переходе на следующий уровень, или в начале игры (как в Pac-Man или Pole Position). Известная игровая приставка Atari 2600, например, была способна одновременно генерировать только два тона, или «ноты». Некоторое исключение представляли игры для аркадных автоматов от компании «Exidy», впервые использовавшие оцифровку звука как для музыки, так и для звуковых эффектов, причём качество звука в играх «Exidy» было выше, чем во всех остальных играх, вплоть до появления четвёртого поколения консолей. Однако в целом оцифровка звука была нехарактерной для игр того времени, и решение включить любую музыку в игру означало, что на каком-то этапе потребуется усилиями программиста перевести её в компьютерный код, независимо от наличия у программиста музыкального образования.
Попытки оцифровки звука начались в 1980-х годах. Усовершенствование технологий процессоростроения и снижение их стоимости, воплощённые в новом поколении аркадных автоматов и игровых приставок, позволило серьёзно изменить технические характеристики музыкального сопровождения. Аркадные автоматы на процессорах Motorola 68000 и звуковых платах Yamaha YM позволяли генерировать одновременно несколько тонов (или каналов) звука, причём количество каналов могло доходить до 8-ми или даже превышать это число. Сравнительное усовершенствование технологии воспроизведения звука наблюдалось и в игровых приставках: выпущенная в 1982 году ColecoVision генерировала 4-канальный звук. Однако более заметной в этой области стала японская Famicom, выпущенная в 1983 году (в США известна как NES, в России — как Dendy). Famicom имела 5 каналов, один из которых мог воспроизводить простые ИКМ-сигналы. Ближе к концу эры Famicom некоторые картриджи с играми выпускались на заказ и имели дополнительные звуковые платы, оплаченные разработчиком игры и увеличивавшие количество каналов для воспроизведения музыки. Кроме того, стоит отметить домашний компьютер Commodore 64 1982 года выпуска, который имел 3 звуковых канала, был способен накладывать на сигнал простейшие фильтры, работал с разными типами сигналов, а со временем получил ещё один звуковой канал и способность проигрывать на нём 4-битные семплы (оцифрованные звуковые фрагменты). Сравнительно низкая цена Commodore 64 и возможность использовать телевизор в качестве его монитора делала этот компьютер популярной альтернативой другим моделям.
Создание музыкального сопровождения для игр в то время обычно включало генерацию простого тонового сигнала и/или его синтез методом частотной модуляции для имитации музыкальных инструментов и использование шумового канала для перкуссии (ударных инструментов). Применение ИКМ-семплов в этот период было ограничено короткими звуковыми фрагментами (Monopoly), или же семплы служили заменой для шумовых эффектов (Super Mario Bros. 3). На приставках приходилось делить доступные каналы между музыкальным сопровождением и другими звуковыми эффектами. Например, если на экране космический корабль стрелял лазерным лучом, и выстрел сопровождался звуком, имеющим частоту 1400 Гц, то какой бы звуковой канал ни был занят музыкой, он переставал её воспроизводить и начинал проигрывать звук лазера.
В середине и конце 1980-х годов в написание музыки для игр на упомянутых платформах включилось большее количество людей, чем раньше, лучше разбиравшихся в музыке. Качество композиций в результате заметно улучшилось. В число композиторов, сделавших себе имя на сочинении музыки для игр, входят Кодзи Кондо (Super Mario Bros., The Legend of Zelda), Коити Сугияма (Dragon Quest), Роб Хаббард (Monty On the Run), Хирокадзу Танака (Metroid и Kid Icarus), Мартин Гэлвей (Times of Lore), Хироси Мияути (Out Run), Нобуо Уэмацу (Final Fantasy) и Юдзо Косиро (Ys).
Кроме создания персональных музыкальных тем для компьютерных игр, использовались также заимствования из имеющихся произведений. Например, при реализации игры Тетрис на игровой приставке Game Boy использовалась русская народная песня «Коробейники». Впоследствии эта композиция на Западе стала называться и теперь известна исключительно как «Tetris theme».

### Начало попыток оцифровки и семплирования
Первым домашним компьютером, использовавшим оцифровку сигнала в форме семплирования, стал в 1985 году Commodore Amiga. Его звуковая плата имела 4 независимых 8-битных цифро-аналоговых преобразователей. Вместо синтезирования методом частотной модуляции простого сигнала, звучавшего как обычный однотонный гудок, технология, применявшаяся в Commodore Amiga, позволяла звуковой плате проигрывать короткие музыкальные фрагменты, читавшиеся из памяти. Это позволяло разработчику получать на выходе звуки музыкальных инструментов или любые другие звуковые эффекты со значительно более высоким качеством и точностью, чем это было возможно раньше или могло быть возможно на домашних компьютерах в перспективе на несколько ближайших лет. Это был ранний пример того, что позже будет названо табличным синтезом звука и станет применяться в технологии SoundFont. Благодаря тому, что Amiga был выпущен раньше всех конкурировавших с ним компьютеров и имел разумную цену, он стал, особенно в Европе, основным инструментом в ранних экспериментах с музыкой, генерируемой последовательностью команд кода.
Основной соперник Amiga, Atari ST, семплирование не использовал. В его комплектацию входил программируемый звукогенератор Yamaha YM2149, возможности которого были ограничены даже по сравнению с SID-платой Commodore 64. Цифровой звук на Atari ST можно было воспроизвести только с помощью определённых программных приёмов, занимавших мощности процессора и делавших такой способ малоприменимым для игр. Однако Atari ST имел встроенные MIDI-порты и использовался многими профессиональными музыкантами как устройство для программирования MIDI-музыки.
После этого в течение нескольких лет в области воспроизведения музыки на компьютерах наступило затишье: в клонах IBM PC мультимедийные возможности совершенствовались слабо, а остальные игровые консоли семплирование практически не использовали. Хотя оно и имело в потенциале получение намного более реалистичных звуков, каждый семпл занимал много места в памяти, в то время как вся память, полупроводниковая (картриджи), магнитная (дискеты) или любая другая, всё ещё стоила очень дорого, и на счету был каждый килобайт. При этих условиях было выгоднее пользоваться платами, которые генерировали музыку из программного кода, поскольку код был сравнительно прост и занимал намного меньше ценной памяти.
Упоминавшийся ранее смешанный подход к созданию музыки (и семплирование, и генерация из кода) третьего поколения консолей перешёл и в четвёртое, в новую эру 16-битных приставок. Так, Sega Mega Drive (она же Sega Genesis) 1988 года предлагала игрокам улучшенную графику и усовершенствованное синтезирование звука, однако, в основном, придерживалась тех же подходов к созданию музыки, что и её главная конкурентка Famicom. Mega Drive имела стереозвук и 10 каналов для генерации тонов, причём один из каналов мог быть использован как цифро-аналоговый преобразователь для воспроизведения 8-битных ИКМ-семплов. Это выгодно отличало новую приставку от Famicom c её монофонией и 6-ю каналами, из которых один тоже мог проигрывать семплы. Этот канал зачастую использовался для воспроизведения перкуссионных семплов (Sonic the Hedgehog 3). Несмотря на несколько добавочных каналов, написание музыки всё ещё представляло трудности для композиторов, привыкших работать с обычными инструментами, и заставляло придумывать нестандартные приёмы использования частотной модуляции сигнала, чтобы создать приятную для слуха музыку.
По мере того, как стоимость магнитной памяти в виде дискет падала, поддержка игровой музыки на Amiga, а позднее и на всех остальных консолях, сместилась к той или иной форме семплирования. У геймдизайнеров Amiga ушло несколько лет на то, чтобы как следует научиться использовать оцифрованные звуковые эффекты в музыкальном сопровождении (исключением является заглавная тема в текстовом квесте The Pawn, который вышел ещё в 1986 году). Кроме того, в это время игровая музыка уже начала приобретать свои собственные отличительные черты, поэтому многие композиторы сознательно старались создавать музыку, звучавшую так же, как та, что была на Commodore 64. Это привело к развитию жанра «чиптюн».
С выпуском в 1987 году свободно распространяемой программы для Amiga под названием Sound Tracker, автором которой был Карстен Обарски, началась эра MOD-формата, который позволял кому угодно с лёгкостью создавать музыку с использованием оцифрованных семплов. MOD-файлы создавались программами-трекерами (названными так в честь Sound Tracker'а Обарски). Этот способ создания музыки в 1990-х годах перешёл и на PC. Примерами игр для Amiga, использовавших оцифрованные семплы музыкальных инструментов, могут служить Shadow of the Beast, саундтрек к которой написал Дэвид Уиттэйкер, Turrican 2 с саундтреком Криса Хюльсбека и Laser Squad с музыкой Мэтта Фёрнисса. Приблизительно в это же время Ричард Джозеф сочинил несколько песен для игр компании «Sensible Software», из которых наиболее известны Cannon Fodder (1993) с песней «War Has Never Been So Much Fun» (Война никогда ещё не была такой весёлой) и Sensible World of Soccer (1994) с песней «Goal Scoring Superstar Hero» (Забивающий голы герой-суперзвезда). В обеих песнях присутствовали длинные вокальные семплы.
Подобный подход распространился с Amiga на аркадные игры, где начали появляться отдельные специализированные аркадные платформы с расширенными возможностями обработки звука. В 1991 году игра Street Fighter II на платформе CPS-1 широко применяла голосовые, а также разнообразные шумовые семплы. Система MVS (Multi Video System) платформы Neo-Geo также имела мощные средства для воспроизведения звука, включавшие, кроме всего прочего, объёмный звук. Усовершенствования распространились и на приставки. В частности, Super Famicom (в Европе и США известная как SNES) в 1990 году имела специализированный чип производства «Sony», применявшийся как для воспроизведения звука, так и для аппаратной цифровой обработки сигналов. SNES имела стереозвук, 8 каналов для проигрывания 16-битных семплов и большой набор ЦСП-эффектов, включая такие ADSR-эффекты, какие присутствовали обычно в наиболее совершенных синтезаторах того времени. Это позволило экспериментировать со звуковым окружением: для игр SNES применялась музыкальная акустика (ранние игры вроде Castlevania IV, F-Zero, Final Fantasy IV, Gradius III и более поздняя Chrono Trigger), пространственная (в некоторых играх использовалась технология Dolby Pro-Logic, например, King Arthur's World и Jurassic Park) и направленная акустика (Star Fox), а также архитектурная акустика и акустика окружающей среды (Zelda III, Secret of Evermore). Кроме того, многие игры широко использовали возможности SNES, позволявшие воспроизводить высококачественные семплы (Super Star Wars, Tales of Phantasia). Единственным серьёзным препятствием для этих более чем серьёзных усовершенствований оставалась высокая стоимость твердотельных накопителей.
В четвёртом поколении существовали и другие консоли со сходными возможностями, однако популярности и распространённости SNES они не достигли. Например, мощности платформы Neo-Geo, выпущенной в форме домашней приставки, позволяли осуществлять расширенную обработку семплов, но стоила она в несколько раз дороже SNES. Sega CD, усовершенствованная версия Mega Drive, имела несколько ИКМ-каналов, однако лишь немногие игры использовали эту особенность. Вместо этого они прямо (без промежуточных изменений сигнала) воспроизводили звук с CD из формата RedBook.
Популярность SNES и игр для неё была ограничена странами, где стандартом телевещания был NTSC (США, Канада, Япония). Для стандарта PAL (Европа за исключением СНГ, где используется SECAM) многие игры SNES в европейском варианте не адаптировались и из-за различий в скорости смены кадров заметно «тормозили», а то и вообще для этого стандарта не выпускались. Разница стандартов телевещания обусловила расхождение между популярной игровой музыкой между NTSC- и PAL-регионами, которое проявляется и по сей день. Это расхождение уменьшилось с началом эпохи пятого поколения консолей, выпускавшихся для всех регионов, а также после того, как компьютеры Commodore начали уступать место многоцелевым домашним ПК.
Несмотря на то, что Sega CD и в несколько большей степени PC Engine в Японии могли дать игрокам представление о том, как будет развиваться в играх потоковое аудио (воспроизведение семплов «на лету», без каких-либо преобразований), даже игровые приставки седьмого поколения используют и семплирование, и генерацию звуков с помощью кода. В пятом же поколении огромное преимущество оптических носителей в объёме данных, которые можно на них хранить, соединилось с усовершенствованными аппаратными мощностями для обработки звука и более высоким качеством семплов. В 1991 году PlayStation с приводом для компакт-дисков поддерживала 24 канала для 16-битных семплов с частотой амплитудно-импульсной модуляции до 44,1 кГц, что аналогично качеству музыки в формате Red Book, а также несколько аппаратных ЦСП-эффектов, таких как реверберация. При этом продолжала использоваться и музыка, генерируемая кодом, которая присутствовала во многих играх компании «Squaresoft», например, Final Fantasy 7, Legend of Mana и Final Fantasy Tactics. Приставка Sega Saturn, тоже с CD-приводом, поддерживала 32 ИКМ-канала для семплов такого же качества, как у PlayStation. Приставка N64, выпущенная в 1996 году и всё ещё использовавшая полупроводниковый картридж, имела встроенную расширяемую звуковую систему, которая потенциально была способна поддерживать 100 ИКМ-каналов и частоту модуляции в 48 кГц. Несмотря на это, игры для N64 из-за высокой стоимости полупроводниковой памяти обычно включали семплы более низкого качества, чем PlayStation и Sega Saturn, а музыка была более простой.
Преобладающим подходом в играх для консолей с CD-дисководами было движение в сторону потокового аудио.

## Потоковое аудио в играх
Воспроизведение семплов вместо генерации музыки из кода имеет много достоинств, в частности, более высокое качество звука. Семплы можно создавать совершенно свободно, используя любое количество любых музыкальных инструментов и позволяя разработчикам просто записывать один трек, который и будет проигрываться в течение игры. Его качество ограничено только усилиями, вложенными в собственно обработку трека. Проблема высокой стоимости памяти, которая до начала 1990-х годов была постоянным источником забот, была несколько уменьшена преимущественным использованием в приставках оптических носителей. Качество звука, аналогичное тому, которое предоставлял формат Red Book, позволяло включать в игры музыку и голоса, которые потенциально были неотличимы от любого другого источника или жанра музыки.
В то же время, начиная с поздних 1980-х и до середины 1990-х, такой подход практически не затронул ПК-игры. Ранние игры на компьютерах имели в своём распоряжении 1-битный динамик, доставшийся им в наследство от аппаратного стандарта IBM PC и не предназначенный для воспроизведения сложных звуков. Хотя на ПК можно было получить семплированный звук, используя широтно-импульсную модуляцию, на это требовались значительные процессорные мощности, так что этот способ редко применялся в играх. Платы расширения, такие как звуковая карта AdLib, сделали возможным синтез сигнала методом частотной модуляции. Для управления синтезом применялись MIDI-секвенсоры (Doom).
Обычный ПК не имел ни специализированных вычислительных мощностей, ни устройства вывода для проигрывания семплов. Поэтому разработчики, вместо записывания собственных семплов, стали пользоваться другим подходом: волновой таблицей. Волновая таблица с заранее записанными семплами, подчиняющимися общим стандартам MIDI-формата, устанавливалась на звуковую карту либо как неотъемлемая часть конструкции, либо в качестве платы расширения. Качество этих табличных семплов варьировалось в очень широких пределах от производителя к производителю, но негласным стандартом признавались продукты компании «Roland Corporation», и продолжалось это до выпуска в 1989 году компанией «Creative Technology» звуковой карты SoundBlaster, которая обеспечила доступное по цене решение проблем со звуком для пользователей ПК. Карта имела порт для подключения джойстика, поддерживала MIDI (используя AdLib-совместимую технологию частотной модуляции), стандартизированный порт для карт расширения, таких, как своя собственная Wave Blaster или карты других производителей, а также запись и воспроизведение 8-битных семплов с частотой 22,05 кГц (позже 44,1 кГц) на единственном стереоканале. Однако поворотным моментом в распространении семплов в ПК-играх эта технология не стала, так как с её помощью было невозможно проигрывать больше одного звукового фрагмента одновременно. Сгенерированная с помощью кода музыка продолжала широко использоваться в играх для ПК до середины 1990-х годов, когда начали распространяться компьютеры с CD-приводами, и стало возможным помещать игры на компакт-диски. К тому же общее увеличение объёмов памяти дало разработчикам необходимое пространство для использования потокового аудио.
В четвёртом поколении консолей применение потокового аудио было ограничено воспроизведением композиции с CD-диска в формате RedBook во время игры (Sonic the Hedgehog CD). Однако у обычного компакт-диска были недостатки. Технология, использовавшая оптический носитель, сильно зависела от скорости вращения диска в приводе, которая была ограничена. Это означало, что, пока играла музыка, система не могла обратиться к другим данным на диске до остановки воспроизведения. Закольцовка треков, которая очень широко применялась в играх, тоже представляла проблему: когда лазер добирался до конца композиции, нужно было вернуть его к началу, а это приводило к появлению отчётливо слышимой паузы в середине мелодии.
Чтобы справиться с этими недостатками, некоторые разработчики игр для ПК сами создавали форматы для потокового воспроизведения сжатого звука — иногда свои собственные для каждой отдельной игры. Эти форматы сокращали использование памяти, уменьшали задержку из-за времени, тратившегося на поиск и начало воспроизведения треков, а также решали проблему закольцовок с паузой в середине мелодии, поскольку поддерживали буферизацию данных. Мелким недостатком было то, что сжатые аудиотреки надо было разжимать перед воспроизведением, а это создавало нагрузку на процессор. С увеличением вычислительных мощностей, впрочем, эта нагрузка стала минимальной, а в некоторых случаях работу по разжиманию звука полностью брали на себя специализированные платы (звуковые карты).
Пятое поколение консолей тоже создавало собственные форматы для потокового воспроизведения сжатого звука. Компания «Sony» назвала свои стандарты YellowBook, впоследствии их использовали и остальные фирмы. Разработчики игр широко пользовались новыми возможностями, получая достойные похвалы результаты (Castlevania: Symphony of the Night). Игры, портированные на консоли с аркадных автоматов и продолжавшие использовать частотную модуляцию, зачастую модифицировались так, чтобы включать намного более качественные семплы (Street Fighter Alpha 2). Несмотря на то, что в этих играх теоретически можно было достичь «CD-качества» звука, сжатые треки в них настоящего CD-качества не демонстрировали. Большая их часть имела частоту ниже нужной, хоть и не настолько низкую, чтобы это было заметно среднему потребителю. Некоторые игры продолжали использовать стандартный формат RedBook для своего музыкального сопровождения, и диски с такими играми можно было проигрывать в обычном CD-плеере.
Подобное разнообразие подходов предоставило игровой музыке широкие возможности, которых ей так недоставало в сравнении с остальными жанрами. Теперь от музыкантов не требовалось знание программирования или архитектуры самой игры, они могли создавать композиции независимо. Эту гибкость использовали некоторые популярные поп-музыканты, применявшие свои таланты непосредственно для написания игровой музыки. Одним из ранних примеров была Way of the Warrior с музыкой от американской группы White Zombie. Более известный пример — музыка Трента Резнора для Quake. Некоторые геймдизайнеры подходили к музыкальному сопровождению по-другому: вставляли в игру уже существовавшую музыку, которая не была написана специально для игры (например, TNMT). Игра Star Wars: X-Wing vs. TIE Fighter и последующие игры серии Star Wars включали музыку, созданную Джоном Уильямсом для фильмов «Звёздные войны» в 1970—1980-х годов.
Оба подхода к музыкальному сопровождению в играх широко используются и на сегодняшний день. Музыка популярных композиторов встречается в спортивных симуляторах (SSX, Tony Hawk's Pro Skater, Initial D), а также играх, которые затрагивают социальные темы, привязанные к музыке (Need For Speed: Underground, Grand Theft Auto). Иногда встречается совместное использование музыки, написанной специально для игры, и музыки, которая к игре отношения не имела, как в Dance Dance Revolution.
Генерация музыки из кода продолжает использоваться в играх, по большей части RPG. Иногда применяются одновременно и генерация, и потоковый звук. Такие игры как Republic: The Revolution и Command & Conquer: Generals использовали сложную систему управления звучанием фоновой музыки, связывая короткие музыкальные фразы в мелодию с учётом обстановки вокруг игрока и его действий. Другие игры динамически формируют звук, основываясь на игровой обстановке. Так, если в SSX игрок-сноубордист прыгает с трамплина, фоновая музыка приглушается, а свист и шум ветра становятся сильнее, чтобы создать ощущение полёта. Когда же игрок приземляется, музыка снова приобретает нормальную громкость. Такую систему управления звуком впервые представила компания «LucasArts» со своей системой iMUSE, использованной в ранних приключенческих играх и симуляторах полёта Star Wars: X-Wing и Star Wars: TIE Fighter, где музыка изменяется в зависимости от уровня опасности.

### Пользовательский саундтрек
Возможность проигрывать собственные треки во время игры в прошлом обычно означало выключение всего звука в игре и использование внешней программы для воспроизведения музыки. Некоторые ранние игры для Windows, впрочем, предоставляли возможность отключения музыки и независимой настройки звуковых эффектов, при этом игрок должен был использовать отдельную программу для воспроизведения своей музыки, работавшую в фоновом режиме. Другие игры для ПК, например, Quake, проигрывали музыку с CD, а данные брали исключительно с жёсткого диска, так что можно было заменить CD-диск игры на любой другой компакт-диск с музыкой.
Некоторые игры для PlayStation тоже поддерживали замену диска с игрой на диск с музыкой, однако, когда игре требовались данные, диски снова приходилось менять. Одна из самых ранних игр, Ridge Racer, полностью загружалась в оперативную память, позволяя игроку вставить диск с музыкой и слушать её на протяжении всей игры. В Vib Ribbon это стало отличительной чертой геймплея, поскольку игра создавала уровни с учётом того, какая музыка находилась на вставленном игроком диске. Примерно так же организован игровой процесс в Audiosurf для платформы Windows.
Приставка Xbox от Microsoft, одна из консолей шестого поколения, была способна копировать музыку с компакт-диска на внутренний жёсткий диск, что позволило игрокам без всяких затруднений переходить от игрового музыкального сопровождения к своему собственному. Эта особенность, названная «Custom Soundtrack», должна была быть разрешена к использованию разработчиком игры. Она перешла и в седьмое поколение к приставке Xbox 360, но поддерживается уже собственным программным обеспечением консоли и доступна в любой игре.
Приставка Wii тоже умеет проигрывать музыку пользователя, если это разрешено разработчиком игры (Excite Truck, Endless Ocean). То же делает и PlayStation 3, сохраняя музыку на внутреннем жёстком диске, однако лишь немногие разработчики пользуются этой способностью.
PlayStation Portable позволяет воспроизводить стороннюю музыку с Memory Stick в таких играх как Need for Speed Carbon: Own the City и FIFA 08.

### Текущая ситуация и возможное развитие
Приставка седьмого поколения Xbox 360 программно поддерживает технологию Dolby Digital, работает с более чем 256-ю аудиоканалами и может воспроизводить 16-битные семплы с частотой 48 кГц. Это весьма мощная и гибкая система, однако ни одна из её составляющих не является каким-то грандиозным изменением в технологии создания и воспроизведения музыки со времён предыдущего поколения консолей. Персональные компьютеры, в свою очередь, по-прежнему полагаются на аппаратные компоненты сторонних компаний для воспроизведения игровой музыки, а семейство звуковых карт SoundBlaster продолжает совершенствоваться, несмотря на то, что является практически единственным крупным игроком на рынке плат расширения для воспроизведения звука в развлекательных программах.
Приставка PlayStation 3 поддерживает разнообразные типы технологии объёмного звука, включая Dolby TrueHD и DTS-HD.
Приставка Wii, произведённая компанией «Nintendo», разделяет многие аудиокомпоненты с Nintendo GameCube из предыдущего поколения, включая Dolby Pro Logic II.
В настоящее время у разработчиков игр есть много вариантов создания музыки. Скорее всего, изменения в этом процессе будут касаться не технологий, а других факторов игрового бизнеса. Поскольку продажи игровой музыки на Западе отделяются от продаж самой игры (в Японии такая ситуация существовала годами, и диски с игровыми саундтреками продавались как независимые альбомы), на создание музыки начинают оказывать влияние стандартные бизнес-процессы, которые раньше подобного влияния не имели. Для написания игровой музыки привлекаются не программисты, а композиторы и популярные исполнители, так же, как это делается, когда надо написать саундтрек к фильму. Влияют и другие факторы, например, политика на определённом этапе, или вклад самого исполнителя.

## Игровая музыка как жанр
Многие игры для приставки Famicom/NES и других ранних игровых консолей имели очень сходные стили музыки, которая, возможно, ближе всего подходит под понятие «музыки видеоигр», если рассматривать этот вопрос с точки зрения музыкальной композиции (в отличие от «музыки в видеоиграх», называемой так просто потому, что она присутствует в видеоигре или воспроизводится игровой приставкой). Некоторые композиционные особенности «музыки видеоигр» продолжают оказывать влияние на определённые музыкальные жанры, хотя сами композиции, присутствующие в играх, уже скорее напоминают саундтреки фильмов, чем классическую «приставочную» музыку. Отличительные особенности «музыки видеоигр», скорее всего, сложились из-за технических ограничений, а также, возможно, на него оказали влияние группы, играющие в стиле электропоп, такие как Yellow Magic Orchestra, которые были популярны в тот период, когда игровая музыка обзавелась характерным звучанием. Его черты включают:
- Песни почти всегда содержат главную часть или так называемые «куплеты», состоящие из четырех, или иногда большего числа аккордов (в стиле J-Pop или западной поп-музыки 1980-х), в отличие от двукратного повторения последовательностей аккордов в большинстве песен западной поп-музыки. «Припев» песен также часто содержит последовательность четырёх или более разных аккордов. Многие песни включают последовательность аккордов, чрезвычайно популярную в стиле J-Pop, которая может выглядеть так (в тональности до-мажор): фа-минор, до-минор, соль-мажор, до-минор, после которой короткое время играется до-мажор перед повтором последовательности. В общем, обычно в такой композиции больше частей, чем в аналогичной популярной песне, чтобы избежать навязчивых повторов в музыке, которая обычно воспроизводится непрерывно. Эти особенности также отличают игровую музыку даже от музыки в стиле J-Pop и большинства других форм популярной музыки.
- В мелодии все инструменты сильно синхронизированы, человеку такую композицию сыграть было бы трудно. Например, несмотря на то, что музыкальные тоны приставки Famicom можно счесть имитацией обычной рок-группы с четырьмя инструментами (треугольная волна выполняет роль бас-гитары, две пульсовые волны — аналоги двух обычных гитар, и шумовой канал как замена барабанам), а также то, что на игровую музыку в то время влияли рок- и поп-музыка, композиторы зачастую использовали собственные способы создания сложных и быстрых нотных последовательностей. Такая ситуация сравнима с музыкой эпохи барокко: считается, что в то время композиторы компенсировали особенности некоторых инструментов, вроде клавесина (который не позволяет использовать громкость звука как средство музыкальной выразительности), концентрируясь на других музыкальных украшениях. Существовали и технические ограничения, касающиеся полифонии — количества нот, которые могут звучать одновременно. Famicom позволяла проигрывать одновременно только три ноты, и композиторы прилагали большие усилия, чтобы создать впечатление, что нот на самом деле звучит больше. В конце 1990-х появились музыкальные группы, чьим основным репертуаром являются «приставочные» композиции. Например, The Advantage[англ.] старается имитировать музыку из старых игр так точно, как это только возможно, используя обычные музыкальные инструменты. Группа The NESkimos[англ.] подходит к игровой музыке творчески, создавая новые мелодии в старом стиле. А бразильская команда MegaDriver делает каверы на старые игровые композиции, отдавая предпочтение мелодиям с Sega Mega Drive.
- В большинстве треков для 8-битных игр басовая линия состояла из нот, игравшихся в ритме «! — !! — -» (четверть, затем две восьмых) Каждая нота обычно была основой аккорда.

## Игровая музыка вне видеоигр
Музыка из компьютерных игр послужила основой для 8-битных музыкальные направлений «чиптюн», «нинтендокор» и «битпоп», а в стиле игровой музыки работает например группа Random Encounter.
И композиторы, и фанаты продолжают ценить игровую музыку даже вне собственно контекста игр, особенно музыку третьего и четвёртого поколения приставок, а иногда и более новых поколений. Старые мелодии и композиции продолжают использоваться в новых играх, иногда через десятки лет. Например, музыкальные темы из игры Metroid 1986 года, написанные Хирокадзу Танакой, можно услышать в играх серии Metroid 20 лет спустя в аранжировке Кэндзи Ямамото.
Саундтреки компьютерных игр продавались в Японии отдельными компакт-дисками задолго до того, как подобная практика распространилась на другие страны мира. Аранжировки, ремиксы и живые концерты были обычными вариантами оригинального саундтрека. Одним из пионеров в этой области был Коити Сугияма, автор музыки для игр серии Dragon Quest. После выхода первой игры в 1986 году был выпущен компакт-диск с записью живого выступления Лондонского филармонического оркестра (а позже и других, включая Токийский филармонический оркестр и симфонический оркестр NHK), игравшего композиции Сугиямы. Юдзо Косиро, ещё один пионер игровой музыки, выпустил запись живого концерта с музыкальными темами игры Actraiser. А вклад Косиро и его коллеги Миэко Исикавы с музыкой игры Ys оказал такое значительное влияние на всю игровую индустрию, что альбомов с музыкой Ys и её разнообразными вариациями вышло едва ли не больше, чем для любой другой игры.
Другие влиятельные композиторы того времени представляли публике симфонические концерты, чтобы продемонстрировать свои достижения в игровой музыке. В этой области первым снова стал Коити Сугияма, который, сочинив в 1987 году «Семейный концерт классической музыки» (англ. Family Classic Concert), продолжал после него свои концерты практически ежегодно. В 1991 году Сугияма составил целую серию концертов, назвав её Концерты музыки из видеоигр для оркестра. Эта серия получила известность, так как в её создании принимали участие и другие талантливые композиторы: Ёко Канно (Nobunaga's Ambition, Romance of the Three Kingdoms, Uncharted Waters), Нобуо Уэмацу (Final Fantasy), Кэйити Судзуки (Mother, EarthBound) и Кэнтаро Ханэда (Wizardry).
Подобно саундтрекам к аниме, саундтреки к играм, а равно и их музыкальные партитуры, продавались обычно только в Японии. Игроки из всех остальных стран, желавшие иметь диски с такой музыкой, вынуждены были заказывать их через фирмы, специализировавшиеся на импорте этой продукции из Японии. Проблема несколько уменьшилась для жителей западных стран после того, как там появились собственные издатели аниме и видеоигр, а также всей сопутствующей продукции, но это относится обычно только к наиболее популярным изданиям. Для игроков же из стран, где подобные издательские сети неразвиты или отсутствуют, проблема остаётся в силе.
Популярность игровой музыки в мире возросла в 1990-х после очень успешных проектов компании «Squaresoft», таких как Chrono Trigger, Final Fantasy VI и Final Fantasy VII. Композиции Нобуо Уэмацу для Final Fantasy IV были подвергнуты аранжировке с сильным влиянием кельтской музыки и выпущены в составе альбома Final Fantasy IV: Celtic Moon, представлявшего собой сделанную в Ирландии запись живого представления музыкантов, игравших на струнных инструментах. Композиция «Theme of Love» из этой же игры вошла в программу японских школ на уроках музыки.
В начале 2000-х на Комикете помимо любительской манги и додзинси стали публиковаться любительские видеоигры и додзин-музыка, тесно переплетённые с культурой отаку. В частности, многие визуальные новеллы, такие как Kizuato (1996, Leaf), ToHeart (1997, Leaf), Kanon (1999, Key) и Air (2000, Key) имели большое влияние на аудиторию Комикета не в последнюю очередь за свой саундтрек, и вдохновили любителей на создание аранжировок, также распространяемых на последующих Комикетах. Так возникла сцена аранжировок додзин-музыки. С 2003 года среди аудитории Комикета приобрела популярность любительская серия игр Touhou Project. Игры, целиком созданные одним человеком — ZUN'ом, включали в себя и написанный им же саундтрек, и, благодаря особенностям додзин-культуры, в рамках которой публикуются игры Touhou Project, фанатам было позволено создавать и продавать на Комикете собственные диски с аранжировками, что только подхлёстывало интерес к серии и её саундтреку, в итоге были записаны тысячи альбомов, композитором которых значится ZUN. В конце концов многие из этих аранжировок сами стали игровыми саундтреками в музыкальных аркадах Bemani, таких как Sound Voltex.
Первый концерт игровой музыки за пределами Японии состоялся 20 августа 2003 года в Лейпциге, в концертном зале Гевандхауз. Музыку из самых разнообразных игр, начиная от The Legend of Zelda и заканчивая Final Fantasy, исполнял Чешский национальный симфонический оркестр. Концерт входил в серию «Симфонических концертов игровой музыки» и служил официальным открытием Games Convention, крупнейшей европейской ярмарки видеоигр. Позже концерт ежегодно повторялся в 2004—2007 годах.
17 ноября 2003 года компания «Square Enix» представила пользователям сервисов AOL новую услугу — интернет-радиостанцию Final Fantasy Radio. В начале работы станции там можно было услышать полные композиции из Final Fantasy XI и Final Fantasy XI: Rise of Zilart, а также отрывки мелодий из Final Fantasy VII и Final Fantasy X.
В США первый концерт игровой музыки, имевший официальную поддержку, — «Final Fantasy concert» — состоялся 11 мая 2004 года в Лос-Анджелесе. Музыку исполнял Лос-Анджелесский филармонический оркестр в Концертном зале имени Уолта Диснея. Все билеты на этот концерт были распроданы в течение одного дня. После представления в Лос-Анджелесе концертный тур продолжился и в других американских городах. 6 июля 2005 года Лос-Анджелесский Оркестр выступил с концертом «Video Games Live», авторство которого принадлежало композиторам Томми Талларико и Джеку Уоллу. Концерт содержал музыку из большого количества видеоигр, от Pong до Halo 2, а также лазерные и световые спецэффекты. Позже композиторы организовали ежегодный концертный тур, проходящий в странах Америки и Европы.
20 августа 2006 года в шведском городе Мальмё состоялся крупнейший концерт игровой музыки под открытым небом. Симфонический оркестр Мальмё и ведущий Орвар Сефстрём устроили представление перед 17-тысячной аудиторией, что по состоянию на 2008 год составляет рекорд посещаемости мероприятий такого рода.
В Австралии с 20 по 27 апреля 2007 года проходила первая часть ежегодного концерта «A Night in Fantasia» симфонического оркестра Eminence. Этот оркестр с момента образования уделял значительное внимание музыке из игр и аниме, но впервые их концерт целиком состоял из игровых композиций. В качестве почётных гостей были приглашены семеро наиболее известных в мире композиторов игровой музыки.

## Сходные музыкальные жанры
- 8 бит (музыкальный жанр)
- Классическая музыка
- Электронная музыка
- Электропоп
- Музыка к фильму
- J-Pop
- J-Rock и J-metal
- Додзин-музыка
- Битпоп
- Nintendocore
- Picopop[англ.]
- Чиптюн
- Музыка на Game Boy[англ.]
- Gamewave[англ.]